# Crossotus xanthoneurus
Crossotus xanthoneurus là một loài bọ cánh cứng trong họ Cerambycidae.